# Adam Kadyrow
Adam Ramzanowicz Kadyrow (ros. Адам Рамзанович Кадыров, ur. 24 listopada 2007 w Czeczenii) – czeczeński i rosyjski polityk i sportowiec. Szef Departamentu Bezpieczeństwa Szefa Republiki Czeczeńskiej od 5 listopada 2023 roku, Sekretarz Rady Bezpieczeństwa Czeczenii. Kurator Rosyjskiego Uniwersytetu Sił Specjalnych im. W.W. Putina od 29 kwietnia 2024 roku. Oficjalnie syn przywódcy Republiki Czeczeńskiej Ramzana Kadyrowa i jego żony Miedni, choć dziennikarze uważają, że jego prawdziwą matką jest kochanka Ramzana Kadyrowa Zamira Dżabraiłowa.
W 2023 roku stał się szeroko rozpoznawalny w Czeczenii i w całej Rosji w związku z pobiciem Nikity Żurawiela w areszcie śledczym w Groznym, po którym otrzymał tytuł Bohatera Republiki Czeczeńskiej, a także w związku z mianowaniem go na stanowisko Szefa Departamentu Bezpieczeństwa Szefa Republiki Czeczeńskiej w wieku niespełna 16 lat.

## Biografia

### Pochodzenie
Urodził się 24 listopada 2007 roku jako trzeci syn i siódme dziecko Ramzana i Miedni Kadyrowów. Jego ojciec był już wówczas przywódcą Czeczenii.
Dziennikarze śledczy z gazety „Projekt” uważają, że prawdziwą matką Adama jest kochanka Ramzana Kadyrowa Zamira (według paszportu Indira) Dżabraiłowa, która w chwili narodzin Adama miała zaledwie 15 lat. Twierdzi się, że w 2013 roku sześcioletni Adam został najmłodszym hafizem (osobą, która zna na pamięć Koran) w całej Rosji.
W 2019 roku 11-letni Adam Kadyrow zagrał epizodyczną rolę w tureckim serialu telewizyjnym „Zmartwychwstanie Ertugruła”.

### Kariera sportowa
Od wczesnego dzieciństwa trenował mieszane sztuki walki i boks. Wcześniej debiutował na międzynarodowym turnieju MMA, a walki z jego udziałem transmitowała czeczeńska telewizja.
4 października 2016 roku ośmioletni Adam wziął udział w turnieju „Achmat Grand Prix” w Groznym, gdzie stoczył amatorską walkę w mieszanych sztukach walki; chłopiec odniósł zwycięstwo nad Dawidem Chałatowem z Republiki Osetii Północnej. Podczas ważenia Adam wdał się w bójkę ze swoim przeciwnikiem, którą powstrzymali ochroniarze. W turnieju wzięli udział także starsi synowie Ramzana Kadyrowa – Eli i Achmad, którzy zostali uznani za zwycięzców. Przepisy mieszanych sztuk walki nie pozwalają na organizowanie walk pomiędzy dziećmi w wieku 8–10 lat. Wydarzenie zostało skrytykowane przez przedstawicieli środowiska sportowego, w tym szefa Rosyjskiej Unii MMA, Fiodora Jemieljanienkę, ponieważ regulamin turnieju przewiduje limit wieku dla zawodników wynoszący 14 lat. W odpowiedzi zarząd klubu sportowego Achmat zażądał od niego przeprosin, a niektórzy czeczeńscy urzędnicy zamieścili w internecie obelgi pod jego adresem. Rosyjskie Ministerstwo Sportu przeprowadziło dochodzenie i przyznało, że udział dzieci w nieoficjalnym turnieju MMA naruszał zasady tego sportu. Wysłało także pismo informacyjne do władz regionalnych i federacji sportowych, w którym domagało się przestrzegania norm prawnych podczas organizacji zawodów.
W 2017 roku Adam ponownie wygrał turniej w klubie Achmat, odnosząc trzy zwycięstwa według uproszczonych zasad MMA. W 2018 roku Adam pokonał Ałana Biejczekujewa z Republiki Kabardyjsko-Bałkarskiej w walce kick-boxingowej. Przegrany przeciwnik otrzymał 100 000 rubli od Fundacji Charytatywnej Achmata-Chadży Kadyrowa.
W lutym 2020 roku Adam Kadyrow wziął udział w turnieju „Time of Legends” rozgrywanym na zasadach boksu amatorskiego, gdzie jego przeciwnikiem zgodził się być Ugandyjczyk Mukisa Ukasha. W pierwszej rundzie afrykański pięściarz prawie nie atakował, a w drugiej po słabym ciosie uklęknął i nie podniósł się na nogi przez 10 sekund, dzięki czemu Kadyrow wygrał przez nokaut. Po walce wręczono mu pas od klubu Achmat z napisem „Szef Mistrzów”.
8 kwietnia 2021 roku 13-letni Adam stoczył walkę bokserską z Asłanem Bittirowem. Jego przeciwnik zdominował pierwsze dwie rundy. Na 11 sekund przed końcem drugiej rundy sędzia przerwał atak Bittirowa i zaczął odliczać, chociaż ten stał mocno w postawie bojowej i był gotowy do kontynuowania walki. W tym samym momencie z narożnika Bittirowa rzucono ręcznik na znak poddania się, a Kadyrowowi przyznano zwycięstwo przez techniczny nokaut. Komentatorzy walki byli zaskoczeni i nie potrafili wyjaśnić tej sytuacji. Kiedy nagranie z zawodów pojawiło się w internecie, wybuchł skandal; wielu bokserów i przedstawicieli środowiska sportowego zauważyło, że Asłan Bittirow nie został powalony na deski i nie było powodu, aby zacząć odliczanie. Tymczasem czeczeńskie media pisały, że Adam „nie dał ani jednej szansy” swojemu przeciwnikowi.

### Incydent z Nikitą Żurawielem
W 2023 roku w internecie zaczęło krążyć nagranie, na którym 15-letni Adam Kadyrow uderza Nikitę Żurawiela, oskarżonego o spalenie Koranu, gdy ten przebywał w areszcie śledczym w Groznym. Nagranie z pobicia opublikował ojciec Ramzana Kadyrowa, co wywołało masowe oburzenie społeczne. Po incydencie z Nikitą Żurawielem Adam Kadyrow zaczął otrzymywać liczne rosyjskie i czeczeńskie nagrody i odznaczenia.
Ramzan Kadyrow podczas swojego corocznego wystąpienia na żywo powiedział, że „byłoby dobrze”, gdyby jego 16-letni syn Adam „zabił” Żurawiela.

### Kariera polityczna
W 2023 roku, w wieku 15 lat, Adam Kadyrow został mianowany Szefem Departamentu Bezpieczeństwa Szefa Republiki Czeczeńskiej. Przywódca Czeczenii Ramzan Kadyrow uzasadniał nominację tym, że jego syn ma już wiele zasług dla republiki i jest w stanie objąć takie stanowisko.
Pod koniec listopada 2023 roku ogłoszono, że Adam Kadyrow został mianowany kuratorem batalionu czeczeńskiego im. Szejka Mansoura, który został utworzony miesiąc wcześniej i został również odznaczony „Gwiazdą Batalionu Szejka Mansoura”.
29 kwietnia 2024 roku został mianowany kuratorem Rosyjskiego Uniwersytetu Sił Specjalnych im. W.W. Putina z siedzibą w mieście Gudermes w Republice Czeczeńskiej.
Od 1 kwietnia 2025 roku pełni funkcję kuratora Ministerstwa Spraw Wewnętrznych Republiki Czeczeńskiej.

## Życie osobiste
Pod koniec 2022 roku wśród mieszkańców Czeczenii zaczęły krążyć pogłoski dyskredytujące rodzinę Kadyrowów: Murat Agmierzojew, który pilnował Adama, i Abdułkerim Ediłow, który odpowiadał za jego wychowanie fizyczne, rzekomo nie zauważyli zamiłowania Adama do narkotyków, co doprowadziło do wypadku, w którym zginęli przypadkowi przechodnie. Według innej wersji Adam i jego ochroniarze rzekomo okazali się homoseksualistami. Zarówno Agmierzojew jak i Ediłow byli dobrze znani w Czeczenii. Słuch o nich zaginął pod koniec 2022 roku. Później portal śledczy „Projekt” potwierdził, że obaj nie żyją, twierdząc przy tym, że Adam został po ich smierci „obsypany nagrodami”. Ramzan Kadyrow, który wcześniej publicznie przyjaźnił się z Ediłowem, oraz oficjalne media czeczeńskie nie poinformowały o śmierci mężczyzn.